# Cassanovschi
Cassanovschi (sau Kazanovschi) este o familie nobiliară poloneză refugiată în Moldova odată cu prima împărțire a Poloniei de către ruși.
În documentele vremii există amintit momentul datat 22-23 mai 1652, în care „oastea hatmanului polonez Martin Kalinovschi și a nobilului Kazanovschi a încercat să bareze calea cazacilor spre Moldova la Batog (aproape de Vinița), deși regele le interzisese să facă aceasta. Polonii au luptat eroic, dar au fost înfrînți, pe cîmpul bătăliei au rămas împreună cu conducătorii lor. După aceasta cazacii au avut cale deschisă spre Moldova. Fapta hatmanului Kalinovschi însă nu trebuie uitată! Erau vremuri cînd turcii doar percepeau haraciul, dar nu protejau aproape deloc Moldova în fața tătarilor și cazacilor!“ (cf. istoricului Ioan Mitican)
Un anume Dominic Kazanowski este amintit de documente la anul 1640, cînd se căsătorește cu Ana Potocki (1615 - 1690), nepoata lui Petru Rareș.
Îm zilele noastre din familia Cassanovschi provine profesoara și memorialista Iulia Trancu-Iași.